# Artibeus fimbriatus
Artibeus fimbriatus (Gray, 1838) è un pipistrello della famiglia dei Fillostomidi diffuso nell'America meridionale.

## Descrizione

### Dimensioni
Pipistrello di medie dimensioni, con la lunghezza della testa e del corpo di 95,2 mm, la lunghezza dell'avambraccio tra 59,4 e 71 mm, la lunghezza del piede di 23,5 mm, la lunghezza delle orecchie di 18 mm e un peso fino a 54 g.

### Aspetto
La pelliccia è lunga, liscia, setosa e si estende sugli avambracci e sulle zampe. Le parti dorsali sono bruno-fuligginoso, mentre le parti ventrali sono più chiare, con le punte dei peli bianche. Il muso è corto e largo. La foglia nasale è ben sviluppata, lanceolata e con la porzione inferiore saldata al labbro superiore. Due strisce chiare poco marcate sono presenti su ogni lato del viso, la prima si estende dall'angolo esterno della foglia nasale fino a dietro l'orecchio, mentre la seconda parte dall'angolo posteriore della bocca e termina alla base del padiglione auricolare. Il labbro inferiore ha una verruca al centro circondata da altre più piccole. Le orecchie sono nerastre. Le membrane alari sono hanno le estremità biancastre. È privo di coda, mentre l'uropatagio è ridotto ad una sottile membrana lungo la parte interna degli arti inferiori ed è ricoperto di peli. Il calcar è corto. Sono presenti due molari sulle semi-arcate superiori e tre in quelle inferiori.

## Biologia

### Alimentazione
Si nutre di frutta, inclusa quella di piante del genere Cecropia, Cucurbitaceae, Ficus, Piper, Solanum e di Vassovia breviflora.

### Riproduzione
Esistono due periodi riproduttivi. Un maschio giovane in gennaio e una femmina gravida in luglio sono stati catturati in Paraguay, mentre una giovane femmina in marzo e un giovane maschio in aprile sono stati catturati nello stato brasiliano del Paraná.

## Distribuzione e habitat
Questa specie è diffusa nel Brasile orientale dallo stato di Bahia fino al Rio Grande do Sul, Paraguay sud-orientale e Argentina nord-orientale.
Vive nelle foreste tropicali umide fino a 530 metri di altitudine.

## Conservazione
La IUCN Red List, considerato il vasto areale e la popolazione presumibilmente numerosa, classifica A.fimbriatus come specie a rischio minimo (Least Concern)).